# Maria Adelaide Amaral
Maria Adelaide Almeida Santos de Amaral (Alfena, 1 de julio de 1942) es una dramaturga, escritora, guionista y periodista lusitano-brasileña. Es autora de diversas obras para teatro y para televisión, principalmente miniseries.

## Biografía
Su familia inmigró a Brasil en 1954, instalándose en la ciudad de São Paulo, donde Maria Adelaide se formó en periodismo en la Escuela de Comunicaciones de la Fundación Cásper Líbero.
Trabajó en la Editora Abril durante dieciséis años, y ya en aquella época escribió sus primeras piezas teatrales. Entró en televisión en 1979, invitada por el autor Lauro César Muniz para colaborar en la telenovela Os Gigantes. Pero es en 1990, cuando coescribió la telenovela Meu Bem, Meu Mal, con el veterano Cassiano Gabus Mendes que pasó a dedicarse plenamente a este oficio. Su primera telenovela como autora titular fue el remake de Anjo Mau, en 1997, que fue dirigida por Denise Saraceni.
El 18 de agosto de 1997, obtuvo el grado de Comendador de la Orden del Mérito.
Maria Adelaide es también traductora de algunas piezas de dramaturgos extranjeros, como Samuel Beckett y Ingmar Bergman.
En 2002, Maria Adelaide llegó a escribir la novela A Dança da Vida, que sería la sucesora de A Padroeira. Sin embargo, la telenovela fue prohibida por la justicia, a las vísperas del inicio de las grabaciones, debido a temas políticos. La emisora decidió cancelarla, ya que era año electoral, y pidió a Emanuel Jacobina, exautor de Malhação,que escribiera una historia sustituta: de ahí surgió Coração de Estudante.
En 2007, entregó la sinopsis de una miniserie sobre Maurício de Nassau que fue cancelada por la Red Globo debido a los altos costes de producción. En su lugar, la emisora le pidió a la autora que desarrollara otra sinopsis. De aquí surgió la miniserie Queridos Amigos, con la que adaptó su propio libro (Aos Meus Amigos), en homenaje a su amigo Décio Bar.
En 2013, se anunció la reanudación del proyecto sobre Nassau, que contaba con George Moura como coautor, y tenía previsión de estreno para 2015, con menos capítulos y un cambio de formato, ya que la emisora también planifició conjuntamente una película derivada de la miniserie.
Entre el 17 de abril de 2009 y el 3 de julio de 2009, junto a Lícia Manzo y Denise Saraceni, supervisó la serie Todo Novo de Novo, que tenía a Júlia Lemmertz y a Marco Ricca como protagonistas, y retrataba la vida familiar.
En 2010 salió a la luz la microserie Dalva y Herivelto - Una Canción de Amor, sobre la vida de la cantante Dalva de Olivo y del cantante y compositor Herivelto Martins. La microserie tuvo un éxito estruendoso, con una media de 29,4 puntos de ratio de espectadores y dos nominaciones al premio Emmy Internacional 2010.
El 19 de julio de 2010 se estrenó su telenovela Ti Ti Ti, que se basaba y combinaba las obras de Cassiano Gabus Mendes, Plumas e Paetês y Ti Ti Ti (versión original). Enfocada en el mundo de la moda, la novela basaba su trama romántica en Plumas e Paetês, y la tensión en el universo fashion venía de Ti Ti Ti. La telenovela fue protagonizada por Murilo Benício y Alexandre Borges, como representantes de Ti Ti Ti y Caigo Castro y Ísis Valverde por Plumas y Paetês.El último capítulo fue estrenado el 18 de marzo de 2011, y la sustituyó Morde & Assopra de Walcyr Carrasco.  
Éxito de crítica y audiencia, la telenovela ganó el Premio Imprensa a la mejor novela.
Finalmente, en 2012 escribió Dercy de Verdade, una miniserie brasileña producida por la Red Globo y exhibida entre el 10 y el 13 de enero de 2012, escrita con la colaboración de Letícia Mey, basada en el libro Dercy de Cabo a Rabo, de autoría propia, con dirección general y núcleo de Jorge Fernando.
En 2013 escribió la telenovela Sangue Bom, en colaboración con Vincent Villari y en 2014, supervisó los textos de la miniserie Amores robados, escrita por George Moura. El mismo año junto a Vincent Villari, entregó una sinopsis de una telenovela sobre política a la Red Globo, prevista para salir a la luz en 2015, en el horario de las 23 h, pero otra sinopsis suya fue aprobada para salir en 2016, esta vez en el horario de las 21 horas. La historia tenía lugar en una ciudad ficticia y con temas adultos. Sin embargo, debido a la baja audiencia de las novelas Babilônia e A Regla do Jogo, Globo decidió aplazar la trama, para dar lugar a Velho Chico, de Benedito Ruy Barbosa y Edmara Barbosa.
Maria Adelaide Amaral fue elegida en 2019 para la Academia Paulista de Letras, en sustitución del poeta Paulo Bomfim. Se instaló en marzo de 2020 en la silla nº 35.

## Televisión

### Telenovelas
| Título              | Año  | Acreditada como | Acreditada como | Compañeros titulares  | Emisora   |
| Título              | Año  | Autora          | Colaboradora    | Compañeros titulares  | Emisora   |
| ------------------- | ---- | --------------- | --------------- | --------------------- | --------- |
| Os Gigantes         | 1979 |                 | Sí              | Lauro César Muniz     | Red Globo |
| Meu Bem, Meu Mal    | 1990 |                 | Sí              | Cassiano Gabus Mendes | Red Globo |
| Deus Nós Acuda      | 1992 |                 | Sí              | Silvio de Abreu       | Red Globo |
| O Mapa da Mina      | 1993 |                 | Sí              | Cassiano Gabus Mendes | Red Globo |
| Sonho Meu           | 1993 |                 | Sí              | Marcílio Moraes       | Red Globo |
| A Próxima Vitima    | 1995 |                 | Sí              | Silvio de Abreu       | Red Globo |
| Ánjo Mau            | 1997 | Sí              |                 | Cassiano Gabus Mendes | Red Globo |
| Ti Ti Ti            | 2010 | Sí              |                 | Cassiano Gabus Mendes | Red Globo |
| Sangue Bom          | 2013 | Sí              |                 | Vincent Villari       | Red Globo |
| A Lei do Amor       | 2016 | Sí              |                 | Vincent Villari       | Red Globo |
| O Selvagem da Ópera | 2021 | Sí              |                 | [ 21 ]                | Red Globo |

### Miniseries
| Título                                | Año  | Acreditada como | Acreditada como | Compañeros titulares | Emisora   |
| Título                                | Año  | Autora          | Supervisora     | Compañeros titulares | Emisora   |
| ------------------------------------- | ---- | --------------- | --------------- | -------------------- | --------- |
| A Muralha                             | 2000 | Sí              |                 |                      | Red Globo |
| Os Maias                              | 2001 | Sí              |                 |                      | Red Globo |
| A Casa das Sete Mulheres              | 2003 | Sí              |                 | Walther Negrão       | Red Globo |
| Um Só Coração                         | 2004 | Sí              |                 | Alcides Nogueira     | Red Globo |
| JK                                    | 2006 | Sí              |                 | Alcides Nogueira     | Red Globo |
| Queridos Amigos                       | 2008 | Sí              |                 |                      | Red Globo |
| Tudo Novo de Novo                     | 2009 |                 | Sí              | Lícia Manzo          | Red Globo |
| Dalva e Herivelto: uma Canção de Amor | 2010 | Sí              |                 |                      | Red Globo |
| Dercy de Verdade                      | 2012 | Sí              |                 |                      | Red Globo |
| Amores robados                        | 2014 |                 | Sí              | George Moura         | Red Globo |

### Series
| Título               | Año       | Acreditada como | Acreditada como | Compañeros titulares | Emisora      |
| Título               | Año       | Autora          | Colaboradora    | Compañeros titulares | Emisora      |
| -------------------- | --------- | --------------- | --------------- | -------------------- | ------------ |
| Menina do Olho Fundo | 1981      | Sí              |                 |                      | TELE Cultura |
| Retrato de Mulher    | 1993      | Sí              |                 |                      | Red Globo    |
| Mulher               | 1998–1999 | Sí              |                 | Euclydes Marino      | Red Globo    |

## Teatro
| Año  | Título                           |
| ---- | -------------------------------- |
| 2014 | Frida y Diego                    |
| 2004 | Mademoiselle Chanel              |
| 2003 | Tarsila                          |
| 2001 | O Evangelio segundo Jesus Cristo |
| 2000 | Letti e Lotte                    |
| 2000 | Joana d'Arc                      |
| 1997 | Decadência:                      |
| 1997 | Para Simpre                      |
| 1996 | Cenas de um Casamento            |
| 1995 | Intensa Magia                    |
| 1994 | Três Mulheres Altas              |
| 1994 | Kean                             |
| 1994 | Querida Mamãe                    |
| 1993 | Seis Graus de Separação          |
| 1993 | Viúda                            |
| 1993 | Para tão longo amor              |
| 1989 | Uma Relação tão Delicada         |
| 1988 | La Última Gravação de Krapp      |
| 1987 | Electra                          |
| 1987 | Seja o que Deus quiser           |
| 1984 | De braços abertos                |
| 1982 | Chiquinha Gonzaga, ó abre alas   |
| 1980 | Ossos d'Ofício                   |
| 1976 | Bodas de Papel                   |
| 1975 | A Resistência                    |

## Libros
| Año  | Título                             |
| ---- | ---------------------------------- |
| 2004 | Tarsila                            |
| 2004 | Madeimoselle Chanel                |
| 2003 | Estrela Nua                        |
| 2000 | Ó Abre Alas                        |
| 2000 | O Bruxo                            |
| 1997 | Coração Solitário                  |
| 1996 | Intensa Magia                      |
| 1995 | Querida Mamãe                      |
| 1994 | Dercy de Cabo a Rabo               |
| 1992 | Aos Meus Amigos                    |
| 1986 | Luísa (quase uma história de amor) |